# Elfriede Rückert
Elfriede Rückert (6 de enero de 1918 - 24 de octubre de 2016) fue una actriz teatral, cinematográfica y televisiva germano austríaca.

## Biografía
Elfriede Rückert inició su carrera en los años 1950, primero como actriz teatral. En 1955 trabajó en la obra teatral Penthesilea, de Heinrich von Kleist, en una versión radiofónica para la WDR. Actuó junto a Maria Becker (Penthesilea) y Will Quadflieg.
Antes de iniciarse como actriz cinematográfica, participó en 1958 en el documental Menschen im Werk, trabajando junto a Kurt Lieck, Paul Bürcks y Alf Marholm. En 1960 fue Frau Schröder en el film Mit 17 weint man nicht, y ese mismo año participó en las producciones televisivas Der Hauptmann von Köpenick y Das Land der Verheißung auf. Otras producciones para la televisión en las que actuó fueron Ich fahre Patschold (1964), Die Rückkehr (1969), Der Todestanz y Die Ratten (ambas en 1970). Su última actuación televisiva tuvo lugar en el telefilm de 1988 Das Winterhaus.
Rückert continuó actuando en el teatro, pero fue también activa en la radio. Junto a Günter Neutze y Matthias Ponnier participó en 1968 en las emisiones radiofónicas Der Umzug y Eine Gartenparty, según textos de Brendan Behan con traducción de Annemarie Böll y Heinrich Böll. En 1997 recitó en Halle la pieza de Johann Sebastian Bach Kindertotenlieder.
Elfriede Rückert se casó en primeras nupcias con el actor Carlos Werner, con el que tuvo dos hijos, uno de ellos el presentador Manuel Werner. Como resultado de su relación sentimental con el actor Hanns Lothar, en 1952 tuvo un hijo, Marcel Werner, que adoptó Werner, y que se suicidó en junio de 1986 en Hannover.
Tras divorciarse, Rückert se casó en diciembre de 1960 con el actor Hansjörg Felmy, trece años menor que ella. No tuvieron hijos, y acabaron divorciándose. Elfriede Rückert falleció en Nebel, municipio de la isla de Amrum, Alemania, en el año 2016.

## Filmografía (selección)
- 1960 : Mit 17 weint man nicht
- 1960 : Das Land der Verheißung (TV)
- 1960 : Der Hauptmann von Köpenick (TV)
- 1964 : Nebelmörder
- 1964 : Ich fahre Patschold (TV)
- 1969 : Die Rückkehr (TV)
- 1970 : Der Todestanz (TV)
- 1970 : Die Ratten (TV)
- 1988 : Das Winterhaus (TV)

## Radio (selección)
- 1956 : Ein Abend ohne Gäste oder Madame Françoise (con Ida Ehre y Hans Hinrich)
- 1968 : Doktor Dox (con Michael Degen, Walter Richter y Kurt Lieck)
- 1968 : Der Umzug y Eine Gartenparty (con Günter Neutze)